# Martin Larsson (politiker)
Bengt Martin Larsson, född 5 februari 1910 i Gävle, död 7 september 1985 i Stockholm, var en svensk möbelsnickare och politiker (folkpartist).
Martin Larsson var riksdagsledamot för Stockholms stads valkrets i andra kammaren under åren 1953-1960 samt 1968. I riksdagen var han suppleant i första lagutskottet 1953-1960 samt i allmänna beredningsutskottet 1958-1960. Han var främst engagerad i skatte- och sysselsättningspolitik.